# Splendor Solis
Pour les articles homonymes, voir Solis.
Le Splendor Solis est un traité alchimique manuscrit du XVIe siècle en allemand, célèbre par sa série d'illustrations en couleur. Le plus ancien manuscrit date de 1532-1535 et se trouve au Kupferstichkabinett des musées d'État de Berlin.

## Étymologie
Le titre de l’œuvre, Splendor Solis, peut se traduire par les Splendeurs du Soleil mais sous-entend également les Splendeurs de l'Âme.

## Contenu et Histoire

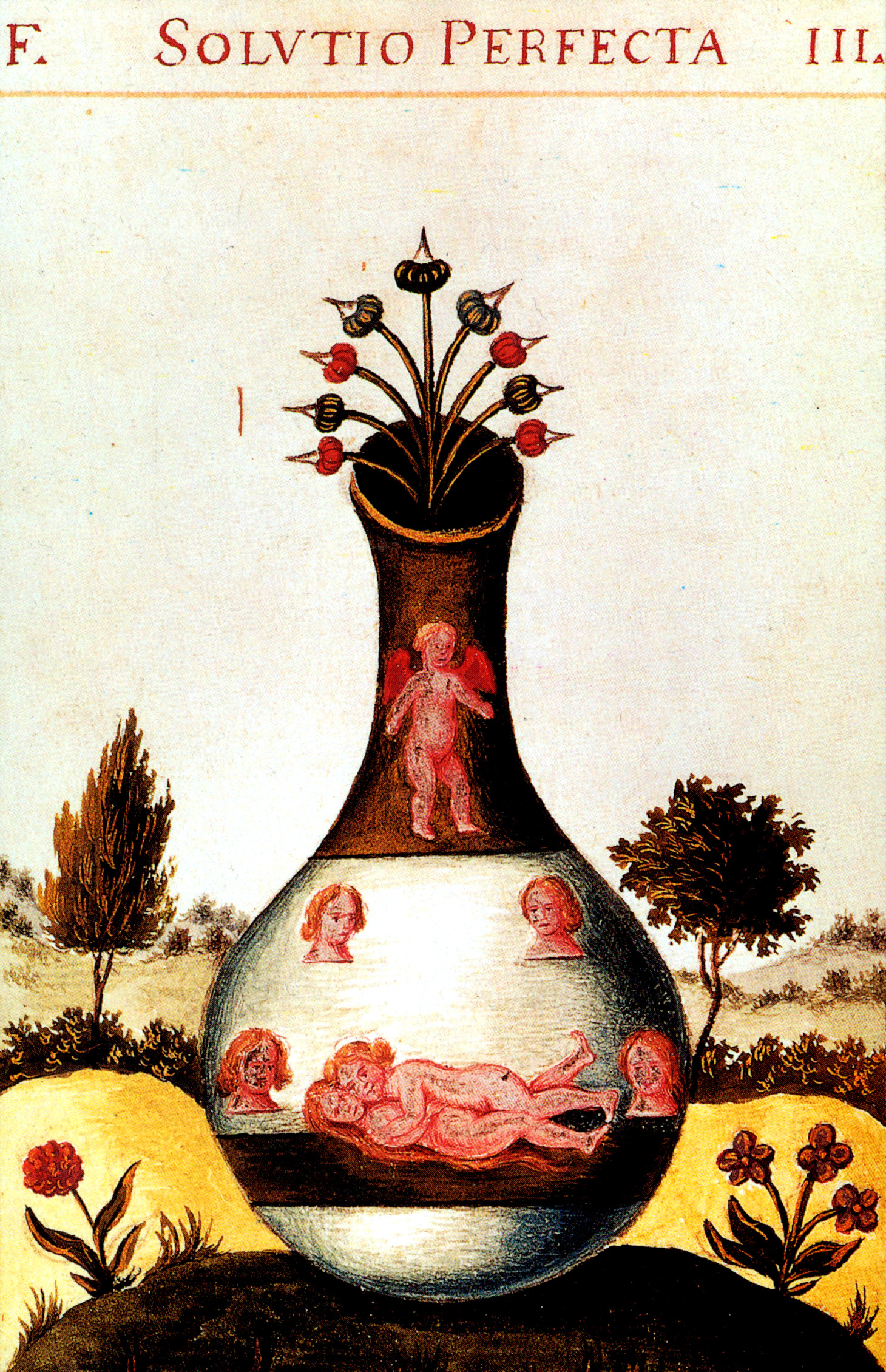
illustration du Donum Dei

Le texte est un florilège d'auteurs plus anciens. Les illustrations reprennent les motifs des enluminures du Donum Dei de la fin du XVe de l'alchimiste strasbourgeois Georges Aurach, dans lequel toutes les figures sont représentées à l'intérieur de vases. Le processus symbolique montre la mort alchimique classique et la renaissance du roi, et incorpore une série de sept flacons, chacun associé à l'une des planètes. Il est écrit, du moins pour la plus ancienne version connue, en allemand, plus précisément en moyen allemand (Mitteldeutsch ou Zentraldeutsch), un groupe de dialectes germaniques essentiellement parlés au centre de l'Allemagne et au Luxembourg. 
Le plus ancien exemplaire du Splendor Solis, qui contient sept chapitres, est un exemplaire manuscrit qui se trouve au Kupferstichkabinett du Staatliche Museen zu Berlin. Il fut créé à Augsbourg et date de 1532-1535. Le texte enluminé est écrit sur vélin avec des bordures décoratives comme un livre d'heures, magnifiquement peint et agrémenté d'or. Des copies plus tardives (il en existe une vingtaine) se trouvent à Londres (British Library MS Harley 3469 daté de 1582), Paris (Bibliothèque nationale MS. allem. 113. XVIe), Berlin, Cassel et Nuremberg. 
La première édition imprimée se trouve dans le troisième traité d'un recueil alchimique l' Aureum vellus de 1599, attribué au légendaire Salomon Trismosin, présenté comme le maître de Paracelse.  l' Aureum vellus, réédité de nombreuses fois sous différentes formes (en français sous le titre La toyson d'or ou la fleur des thresors, 1612), fit largement connaître et commenter le Splendor Solis, qui sera dès lors associé systématiquement au nom de Salomon Trismosin.

## Exemplaires remarquables

### LeSplendor SolisHarley Ms. 3469

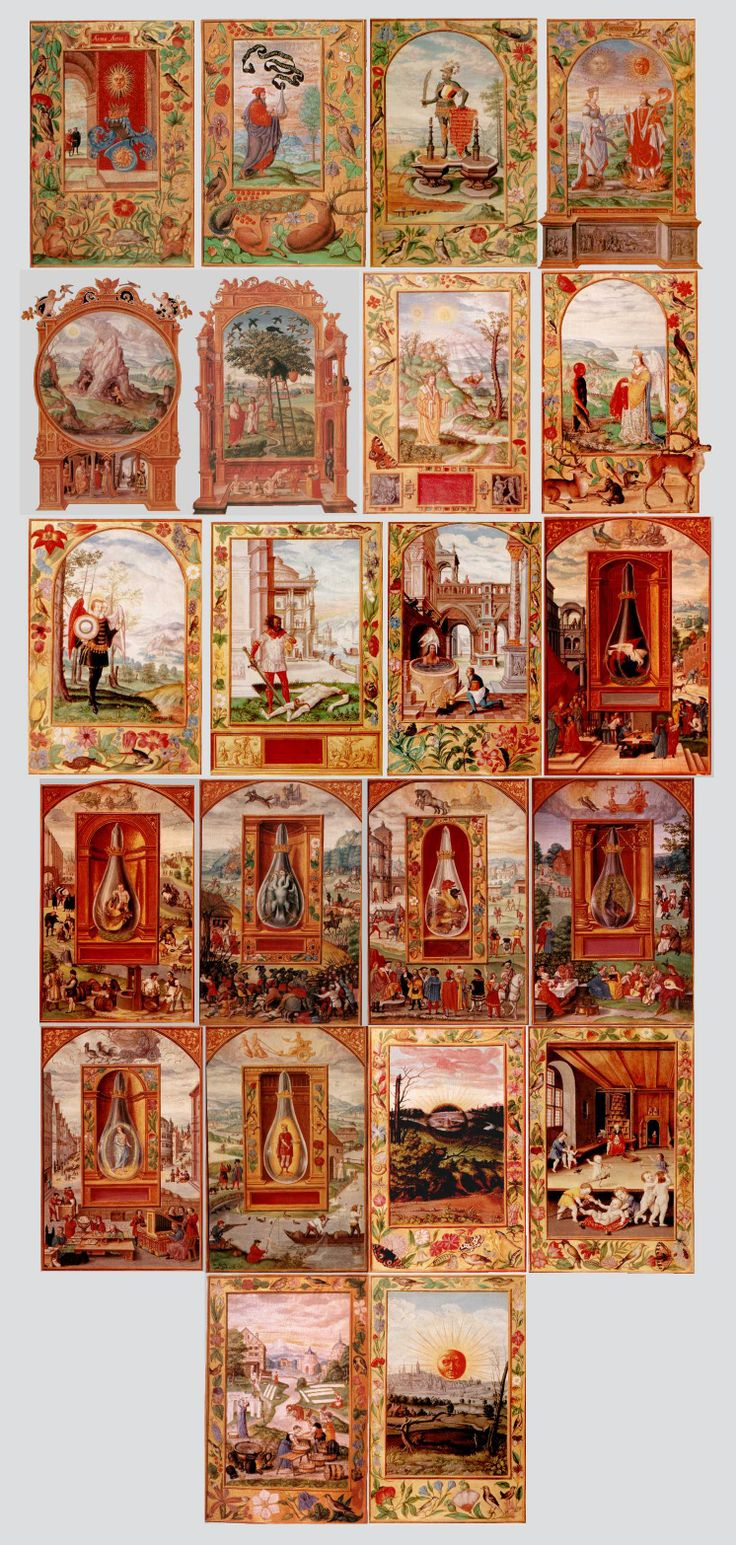
Intégralité des illustrations du Splendor Solis Harley Ms. 3469

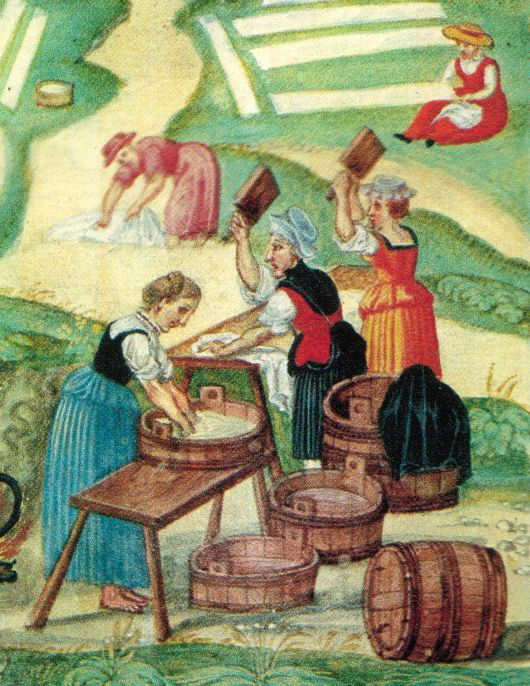
Image 21 : Femmes lavant le linge, Détail

Conservé sous la cote Harley Ms. 3469 à la British Library de Londres, cet manuscrit est considéré comme le plus beau traité d'alchimie jamais créé. Réalisé en 1582, on y trouve exposées les clefs de la kabbale, de l’astrologie et du symbolisme alchimique. Il s’agit d’une compilation illustrée de traités alchimiques antérieurs.
Comme l’explique l’historien de l’art Jörg Völlnagel, « Le Splendor Solis  n’est absolument pas un livre de laboratoire, à savoir une espèce de livre de recettes pour l’alchimiste qui, suivant ses indications prépare sa mixture et finit par trouver l’or artificiel dans son récipient. Bien au contraire, le Splendor Solis divulgue la philosophie de l’alchimie, une conception du monde selon laquelle l’homme (l’alchimiste) vit et agit en harmonie avec la nature, respectant la création divine et interférant à la fois avec ses processus de son expansion, contribuant à sa croissance via l’alchimie. Il s’agit là de la thématique philosophique complexe autour de laquelle tournent les sept traités du manuscrit et les vingt-deux splendides miniatures.»2
Quant au contenu, Thomas Hofmeier fait remarquer que « l’œuvre offre une somme de nombreuses sommes précédentes ou, pour employer une métaphore alchimique, le Splendor Solis est la quintessence des florilèges antérieurs qui furent eux-mêmes la distillation d’œuvres antérieures. » Le même auteur signale également que « pour n’importe quel historien de l’alchimie, les somptueux manuscrits du Splendor Solis – le plus beau d’entre eux maintenant publié lui faisant enfin justice – constituent la clef de voûte d’une vaste bibliothèque alchimique. Dans les rayonnages et les étagères, les œuvres des grands alchimistes sont présentes, collectées tout au long une vie, mais au centre, placé sur un pupitre, le Splendor Solis se détache, le point culminant des connaissances alchimiques.»3
De toute manière, l’auteur et le miniaturiste surent sans nul doute donner le ton adéquat, car au fil des siècles le Splendor Solis est devenu le parangon du manuscrit alchimique illustré. Ils sont beaucoup à lui avoir prêté attention, parmi lesquels des écrivains comme William Butler Yeats, James Joyce et Umberto Eco.
Dans ce volume, nous trouvons vingt-deux peintures grand format, encadrées de motifs représentant des fleurs ou des animaux, appartenant, stylistiquement, à la tradition renaissante nord-européenne. Toutes les illustrations sont, ainsi que l’exigent le contexte et le contenu de  l’œuvre, d’une interprétation ardue et hermétique. On remarquera particulièrement les déjà célèbres cornues de verre, situées dans un luxueux cadre central, entourées de scènes typiques de la vie rurale et urbaine allemande du Moyen Âge tardif que domine l’image céleste d’un dieu païen, donnant sa cohérence à l’ensemble.
L’histoire du manuscrit lui-même n’est pas moins intéressante. Le baron Böttger, pharmacien et grand amateur d’alchimie, connu pour avoir inventé la méthode de fabrication de la porcelaine, aurait été, au XVIIe siècle, un de ses propriétaires. Plus tard, il arriva à la bibliothèque privée de la puissante famille aristocratique Harley, dont le fonds fut acheté par le British Museum pour la somme, aujourd’hui ridicule, de 10 000 livres. Actuellement, le Splendor Solis est considéré comme un des trésors de la British Library ayant le plus de valeur.
En 2010, les éditions M. Moleiro publièrent la première et unique reproduction du Splendor Solis, en une édition limitée à 987 exemplaires. Cette édition est accompagnée d’un volume d’études dans lequel Jörg Völlnagel démontre pour la première fois que l’attribution du texte à Salomon Trimosin, le maître de Paracelse, est erronée4. Ce second volume renferme aussi une traduction établie à partir de celle de Joscelyn Godwin (1991).

## Illustrations
Splendor Solis est décoré de 22 illustrations pleine page souvent très élaborées :
| Nom                                                   | Ensemble           | Description | Splendor Solis Harley Ms. 3469              | Splendor Solis Bnf                          | Autre Splendor Solis - 1                    | Autre Splendor Solis - 2        |
| ----------------------------------------------------- | ------------------ | --- | ------------------------------------------- | ------------------------------------------- | ------------------------------------------- | ------------------------------- |
| Image 1 : Les Armoiries de l'Art                      |                    | Au premier plan flotte un casque couronné d'or empanaché de bleu, un soleil flottant au-dessus de lui, un bouclier d'or sur lequel se trouve un soleil d'or accompagnant le casque. Le casque, surmonté également de trois croissants de lune couchés et empilés, se trouve dans la pièce d'un palais, deux personnages discutant se situant en arrière-plan. Sur certains exemplaires, tel celui de la bibliothèque de France, les yeux et la bouche du visage du soleil sur le bouclier sont en fait trois petits visages. Au-dessus de l'image sont inscrits les mots Arma Artis. | Les Armoiries de l'Art                      | Les Armoiries de l'Art                      |                                             |                                 |
| Image 2 : Le Philosophe à la flasque                  |                    | Représente un philosophe marchant dans un paysage, tenant dans la main gauche une flasque qu'il observe et pointe de la main droite. Un bandeau flotte de la flasque sur lequel sont inscrits les mots Lamus / Quefitum Quafuor / Elementorum / naturas, ce dernier étant écrit à l'envers. | Le Philosophe à la flasque                  | Le Philosophe à la flasque                  | Le Philosophe à la flasque                  |                                 |
| Image 3 : Le Chevalier sur la double fontaine         |                    | En premier plan un chevalier en armure se tient, debout, sur une double fontaine, un pied sur le rebord de chacune des fontaines. Il tient dans la main droite une épée levée et dans la gauche un bouclier haut en partie posé sur la margelle de la fontaine. Sur le bouclier écarlate et bordé d'or sont inscrits des mots en lettrine d'or: Exduabus aquis / Unafacite Qui / Quaritis Solex / nafacere Et date / bibere inimico uro / Et uidebitis / cum mortuum / Dein de aquater / ra facite Et lapis / de multi / plicas / tis. Le casque couronné du chevalier est auréolé d'étoiles, sa riche armure décorée d'or. Deux eaux différentes jaillissent de la double fontaine, une eau grise (ou claire) à droite et une eau brune à gauche, qui coulent de la double fontaine sur sa gauche pour former un lac boueux qui s'étend jusque dans l'arrière-plan. L'arrière-plan représentent un paysage de campagne avec quelques bâtiments en bordure et sur le lac. | Le Chevalier sur la double fontaine         | Le Chevalier sur la double fontaine         |                                             |                                 |
| Image 4 - Rencontre du Roi Soleil et de la Reine Lune |                    | Représente dans un paysage et sous forme royale la lune, à gauche, sous forme de reine debout sur le globe de la lune et le soleil, à droite, sous forme de roi debout dans les flammes, chacun surmonté d'un astre (blanc ou bleu pour la lune suivant les exemplaires et jaune-orange ou rouge pour le soleil) au visage serein. La figure de la lune tient dans la main droite un bandeau bleu sur lequel sont inscrits en doré les mots Lac vivamium. La figure du soleil tient dans la main gauche une sceptre d'or couronné d'un lys autour duquel s'enroule un bandeau rouge sur lequel se trouve également une inscription en lettres dorées. | Rencontre du Roi Soleil et de la Reine Lune | Rencontre du Roi Soleil et de la Reine Lune | Rencontre du Roi Soleil et de la Reine Lune |                                 |
| Image 5 : Mineurs creusant la colline                 | Les Sept Paraboles | La partie principale de l'illustration est une image représentant un paysage au milieu duquel deux mineurs creusent une colline (l'un vêtu de blanc/argent, couleur de lune, l'autre de jaune/or, couleur de soleil). Un croissant de lune avec visage est couché tel une barque sur le lac, en bas de l'image principale. Dessous se trouve une scène plus petite représentant une reine se présentant à un roi assis sur un trône. Le nom Esther est inscrit au-dessus de la plus petite image. | Mineurs creusant la colline                 | Mineurs creusant la colline                 |                                             |                                 |
| Image 6 : Les Philosophes sous l'Arbre                | Les Sept Paraboles | Représente deux philosophes (sages en toge et habits romains) discutant sous un arbre que l'un montre du bras, une couronne enserrant le tronc de l'arbre à sa base, suggérant l'arbre de la connaissance, un petit ruisseau courant également au pied de l'arbre. Un homme juché en haut d'une échelle cueille les fruits de l'arbre, le regard tourné vers les philosophes, tandis qu'une nuée d'oiseaux de toutes espèces s'envole de l'arbre. | Les Philosophes sous l'Arbre                | Les Philosophes sous l'Arbre                |                                             |                                 |
| Image 7 : Le Roi se noyant                            | Les Sept Paraboles | Dit aussi le prince succédant au roi. Au premier plan, à gauche, un jeune roi portant tous les insignes du pouvoir royal (manteau doré, couronne, sceptre et globe sur lequel s'est posée une colombe) se tient près d'un ruisseau qui court dans le paysage. En arrière-plan à droite, dans la rivière, un roi âgé se noie, les bras dressés vers le ciel. Dans la partie supérieure gauche de l'image, un soleil souriant et un astre brillent sur le paysage et en particulier sur le jeune roi, sur lequel les rayons tombent, tandis que des nuages dans la partie supérieure droite obscurcissent la zone où se noie le vieux roi. | Le Roi se noyant                            | Le Roi se noyant                            | Le Roi se noyant                            |                                 |
| Image 8 : Résurrection du marais                      | Les Sept Paraboles | Au premier plan, un personnage nu, recouvert de boue et de vase brune et rougeâtre, sort d'une flaque de boue. Un ange couronné féminin en habits de reine et aux ailes blanches, une étoile surmontant sa tête, l'attend pour lui tendre des vêtements. L'arrière-plan représente un paysage de campagne avec une cité. | Résurrection du marais                      | Résurrection du marais                      | Résurrection du marais                      |                                 |
| Image 9 : Hermaphrodite avec œuf                      | Les Sept Paraboles | Dit aussi L'androgyne hermétique. Représente, en premier-plan, devant un paysage, un ange à deux têtes, l'une féminine, l'une masculine, et aux ailes de couleurs différentes, la droite rouge, la gauche blanche, tenant dans la main gauche un œuf, l'œuf du monde. | Hermaphrodite avec œuf                      | Hermaphrodite avec œuf                      | Hermaphrodite avec œuf                      |                                 |
| Image 10 : Couper la tête du Roi                      | Les Sept Paraboles | Représente un guerrier tenant dans la main droite une épée et dans la gauche la tête coupée d'un roi dont le corps nu et démembré se situe à ses pieds. | Couper la tête du Roi                       | Couper la tête du Roi                       |                                             | Couper la tête du Roi           |
| Image 11 : Bouillir le corps dans le vase             | Les Sept Paraboles | Figure christique d'un homme barbu nu dans une grande cuve sous laquelle un feu est allumé, qu'un homme ravive avec un soufflet. Une colombe se pose ou est posée sur la tête de la figure dans la cuve. L'arrière-plan représente un décor de palais, la cuve et les personnages étant situés dans la cour du palais. Un flacon de verre est posé devant la cuve, certaines représentations faisant couler un jet d'eau de la cuve où bout l'homme barbu au flacon. | Bouillir le corps dans le vase              | Bouillir le corps dans le vase              | Bouillir le corps dans le vase              | Bouillir le corps dans le vase  |
| Image 12 : Saturne - Dragon et enfant                 | Les Sept Flasques  | Au centre de l'image se trouve une flasque couronnée contenant un enfant nu et un dragon. L'enfant, qui surplombe le dragon, lui fait couler dans la gueule, de la main droite, le contenu d'une fiole tandis qu'il tient un soufflet dans la main gauche. Saturne, dans son char tiré par deux dragons, surplombe la flasque. Les versions les plus élaborées de l'ouvrage présentent diverses scènes autour de la flasque, funérailles et gibet dressés en arrière-plan, scènes de labour, paysans s'occupant de leur porcs, vieille à la cane et aumône au second plan, commerce, puits dont un homme tire de l'eau pour la verser dans un tonneau percé et tanneurs au premier plan. | Dragon et enfant                            | Dragon et enfant                            | Dragon et enfant                            |                                 |
| Image 13 : Jupiter - Les trois oiseaux                | Les Sept Flasques  | Au centre de l'image se trouve une flasque couronnée contenant trois oiseaux de couleurs différentes (un blanc, un noir, un rouge). Les versions les plus élaborées de l'ouvrage présentent diverses scènes autour de la flasque, scène de couronnement en premier plan à gauche surmonté d'une cité prospère, scènes de chasse et de départ pour la chasse en arrière-plan à droite surmontant une scène de banque en premier plan. | Les trois oiseaux                           | Les trois oiseaux                           |                                             | Les trois oiseaux               |
| Image 14 : Mars - L'oiseau à trois têtes              | Les Sept Flasques  | Au centre de l'image se trouve une flasque couronnée contenant un oiseau blanc à trois têtes couronnées. Les versions les plus élaborées de l'ouvrage présentent diverses scènes de guerre autour de la flasque : deux armées en armure se combattent au premier plan, une composée de cavaliers venant de la gauche de l'image, l'autre de fantassins dans la colonne louvoie entre les arbres jusqu'au deuxième plan à droite. Une cité brûle en arrière-plan à gauche, surmontant une scène de villageois, faisant pendant à une scène de combat dans la forêt en arrière-plan à droite qui surmonte une scène de soldats guidant un troupeau (ravitaillement des troupes). | L'oiseau à trois têtes                      | L'oiseau à trois têtes                      | L'oiseau à trois têtes                      | L'oiseau à trois têtes          |
| Image 15 : Soleil - Le dragon à trois têtes           | Les Sept Flasques  | Au centre de l'image se trouve une flasque couronnée contenant un dragon à trois têtes (une blanche, une rouge et une noire). Les versions les plus élaborées de l'ouvrage présentent diverses scènes autour de la flasque, scènes de combat et duel mais de combat "civilisé", sportif, avec participants, juges et spectateurs, parmi les différentes formes de duel se trouvant les combats à l'épée et au bâton mais aussi la lutte et le lancer de pierres. Les scènes se déroulent en extérieur, sur terrain ouvert, les bâtiments de la cité proche se dressant en arrière-plan, le premier plan étant consacré aux spectateurs devisant. |                                             | Le dragon à trois têtes                     | Le dragon à trois têtes                     | Le dragon à trois têtes         |
| Image 16 : Vénus - La queue du paon                   | Les Sept Flasques  | Au centre de l'image se trouve une flasque couronnée contenant un paon. Vénus, dans son char tiré par deux oiseaux, surplombe la flasque. Les versions les plus élaborées de l'ouvrage présentent des scènes de fête (musiciens, amoureux et personnages festoyant) autour de la flasque. | La queue du paon                            | La queue du paon                            | La queue du paon                            |                                 |
| Image 17 : Mercure - La reine blanche                 | Les Sept Flasques  | Au centre de l'image se trouve une flasque couronnée contenant une reine pieds nus, vêtue de blanc, tenant au creux de son bras droit replié une boule de cristal. Elle est représentée debout sur un croissant de lune. Certaines représentations présentent la reine vêtue de bleu. Les versions les plus élaborées de l'ouvrage présentent diverses scènes autour de la flasque, les rues d'une grande cité en arrière-plan sur les deux côtés de l'image, une scène consacrée aux arts (musique, sculpture) et aux sciences (astronomie, géométrie) au premier plan. | La reine blanche                            | La reine blanche                            | La reine bleue                              | La reine blanche                |
| Image 18 : Lune - Le roi rouge                        | Les Sept Flasques  | Au centre de l'image se trouve une flasque couronnée contenant un roi vêtu de rouge, tenant dans la main droite un sceptre et dans la gauche un globe, tous deux d'or. Les versions les plus élaborées de l'ouvrage présentent diverses scènes campagnardes autour de la flasque, scènes de chasse et pêche au premier plan, de fauconnerie et de femmes rentrant le linge lavé en second plan surmontés par des nobles chevauchant aux abords de champs et un moulin. Deux rivières louvoient des deux côtés de l'image, en arrière-plan, se rejoignant hors du champ de vue du spectateur, derrière l'image de la fiole, pour continuer jusqu'au premier plan. |                                             | Le roi rouge                                | Le roi rouge                                | Le roi rouge                    |
| Image 19 : Le soleil noir                             |                    | Représente un paysage, en arrière-plan, un soleil presque entièrement couché dont les rayons rougissent les nuages dans la partie supérieure de l'image. Au premier plan se trouve un tronc coupé. Bien que presque entièrement couché, le soleil doté d'un visage reste visible dans son entier, comme visible en transparence sous la terre. | Le soleil noir                              |                                             | Le soleil noir                              | Le soleil noir                  |
| Image 20 : Enfants jouant                             |                    | Représente trois enfants jouant. | Enfants jouant                              | Enfants jouant                              |                                             | Enfants jouant                  |
| Image 21 : Femmes lavant le linge                     |                    | En premier plan, des femmes lavent le linge dans des bassines ou le battent sur des tables à l'aide de leur battoirs, un grand chaudron empli d'eau et entouré de cruches sous lequel brûle un feu intense occupant une partie de l'image, à gauche, et derrière lequel une femme étend du linge sur des fils. En deuxième plan, des draps sont étendus sur l'herbe, quelques femmes occupées à l'étendre ou à le replier. En arrière-plan se trouvent quelques bâtiments de la cité. | Femmes lavant le linge                      | Femmes lavant le linge                      |                                             | Femmes lavant le linge          |
| Image 22 : Le soleil se levant sur la cité            |                    | L'image se découpe en deux parties presque égales, la terre, dans la moitié inférieure, et le ciel, dans la moitié supérieure. Un paysage de campagne se situe au premier plan, une cité importante se découpant dans le lointain. Dans la moitié ciel et encore assez bas sur l'horizon, un soleil immense et au visage rougeoyant surplombe la cité, ses rayons occupant une grande partie du ciel. | Le soleil se levant sur la cité             |                                             | Le soleil se levant sur la cité             | Le soleil se levant sur la cité |

|